# 瓜德罗普

非正式旗幟

瓜德罗普（法語：Guadeloupe，法語發音：[ɡwad(ə)lup] ⓘ，ɡwadlup）是法国的海外省，位于小安地列斯群岛中部、东加勒比海上的群岛，首府巴斯特尔。瓜德罗普面积1,628平方公里（分出圣马丁、圣巴泰勒米之前，面积1705平方公里），人口約384,239人（2019年）。
瓜德罗普是法国的海外省。与其他海外省一样，瓜德罗普也是法国18个大区中的一员（作为法国的海外大区）和法兰西共和国整体的一部分。瓜德罗普是欧盟外延地区（OMR）和欧元区的一部分，因此，其流通货币是欧元。瓜德罗普被绘制在所有的欧元纸币上的背面底部。然而申根公约却没有涵盖瓜德罗普。近數十年來旅遊業使瓜德羅普經濟受益。

## 詞源
該群島被當地的阿拉瓦克人稱為“Karukera”（“美麗水域之島”）。
哥倫布於 1493 年以瓜達露佩聖母的名字命名了瓜達盧佩島聖瑪麗亞（Santa María de Guadalupe），這是位於西班牙埃斯特雷马杜拉的小鎮瓜達露佩的聖母瑪利亞聖地。於成為法國殖民地後，西班牙名稱被保留，但已更改為法語正字法和音韻。這些島嶼在當地被稱為“Gwada”。

## 歷史
加勒比印第安人經過數年擊退西班牙人和法國人。1674年瓜德羅普成為法國領地的一部分。
18世紀至19世紀數次被英國短期占領。在七年戰爭期間，英國於1759年佔領瓜德羅普。根據1763年巴黎條約，法國放棄加拿大殖民地，以換取該島的歸還。在拿破崙戰爭期間，英國於1810年再次佔領該島，並將其移交給瑞典。根據1814年巴黎條約，法國重獲瓜德羅普，並對瑞典國王進行補償。
1946年成為法國海外的一省。1977年成为法国一大区。

## 地理
主岛为长约6000米，宽30～120米的萨莱海峡分为两部分：东边的格朗德特尔岛由石灰岩构成，地势低平；西边的巴斯特尔岛有活火山，最高峰海拔1484米。

### 氣候
热带海洋性气候，年降水量2000～3000毫米，东北迎风坡达到9000毫米。

## 行政区划
瓜德罗普分为2个区和32个市鎮：
| 名称                    | 面积 (km2) | 人口 (2019年) | 区           | 地图 |
| ----------------------- | ---------- | ------------- | ------------ | ---- |
| 莱萨比姆                | 81.25      | 53,514        | 皮特尔角城区 |      |
| 昂斯贝特朗              | 62.5       | 4,001         | 皮特尔角城区 |      |
| 拜马欧                  | 46         | 30,837        | 巴斯特尔区   |      |
| 巴伊夫                  | 24.3       | 5,203         | 巴斯特尔区   |      |
| 巴斯特尔                | 5.78       | 9,861         | 巴斯特尔区   |      |
| 布扬特                  | 43.46      | 6,847         | 巴斯特尔区   |      |
| 卡佩斯泰尔贝洛          | 103.3      | 17,741        | 巴斯特尔区   |      |
| 卡佩斯泰尔德玛丽-加朗特 | 46.19      | 3,298         | 皮特尔角城区 |      |
| 德赛                    | 31.1       | 3,998         | 巴斯特尔区   |      |
| 拉代西拉德              | 21.12      | 1,419         | 皮特尔角城区 |      |
| 勒戈西耶                | 45.2       | 26,489        | 皮特尔角城区 |      |
| 古贝尔                  | 22.52      | 7,760         | 巴斯特尔区   |      |
| 瓜亚沃                  | 59.91      | 7,621         | 巴斯特尔区   |      |
| 格朗堡                  | 55.54      | 4,870         | 皮特尔角城区 |      |
| 拉芒坦                  | 65.6       | 16,354        | 巴斯特尔区   |      |
| 莫尔纳洛                | 64.5       | 16,495        | 皮特尔角城区 |      |
| 勒穆勒                  | 82.84      | 22,149        | 皮特尔角城区 |      |
| 珀蒂堡                  | 129.88     | 24,753        | 巴斯特尔区   |      |
| 珀蒂卡纳勒              | 72         | 8,203         | 皮特尔角城区 |      |
| 皮特尔角城              | 2.66       | 15,181        | 皮特尔角城区 |      |
| 潘特努瓦尔              | 59.7       | 6,031         | 巴斯特尔区   |      |
| 路易港                  | 44.24      | 5,618         | 皮特尔角城区 |      |
| 圣克洛德                | 34.3       | 10,466        | 巴斯特尔区   |      |
| 圣弗朗索瓦              | 61         | 11,689        | 皮特尔角城区 |      |
| 圣路易                  | 56.28      | 2,397         | 皮特尔角城区 |      |
| 圣安娜                  | 80.29      | 24,151        | 皮特尔角城区 |      |
| 圣罗斯                  | 118.6      | 17,985        | 巴斯特尔区   |      |
| 特尔德巴                | 6.8        | 975           | 巴斯特尔区   |      |
| 特尔德欧                | 6          | 1,519         | 巴斯特尔区   |      |
| 三河镇                  | 31.1       | 7,862         | 巴斯特尔区   |      |
| 维约堡                  | 7.24       | 1,842         | 巴斯特尔区   |      |
| 维约萨比唐              | 58.7       | 7,110         | 巴斯特尔区   |      |

## 經濟
瓜德羅普島的經濟依賴於旅遊業、農業、輕工業和服務業。它依賴法國大陸的大量補貼和進口，公共行政部門是島上最大的單一雇主。青年人口的失業率尤其高。尽管如此，瓜德罗普岛仍是加勒比地区最富有、最稳定的岛屿之一。
2017年瓜德羅普國內生產總值（GDP）為90.79億歐元，增長3.4%。在人均國內生產總值瓜德羅普島是23,152歐元。進口額為30.19億歐元，出口額為11.57億歐元。主要出口產品是香蕉、糖和朗姆酒。香蕉出口在 2017 年因颶風艾爾瑪和颶風瑪麗亞而遭受損失。

### 旅遊
旅遊業是最重要的收入來源之一，大多數遊客來自法國和北美。越來越多的遊輪訪問瓜德羅普島，其遊輪碼頭位於皮特爾角城。

### 農業
傳統的甘蔗作物慢慢地被其他作物，如香蕉（現提供大約50出口收入的百分比），取而代之的茄子、西班牙青檸、檄樹、山藥、冬瓜、大蕉、佛手瓜、可可豆、菠蘿蜜、石榴和許多品種的花。其他蔬菜和塊根作物種植供當地消費，但瓜德羅普島依賴進口食品，主要來自法國其他地區。

### 輕工業
在各種輕工業中，糖和蘭姆酒的生產、太陽能、水泥、家具和服裝最為突出。大多數製成品和燃料都是進口的。

## 人口
在2013年的人口普查中，瓜德羅普島的人口為402,119。人口主要是非裔加勒比人或混血的克里奧爾人、歐洲白人、印度人（泰米爾人、泰盧固人和其他南印度人）、阿拉伯人（黎巴嫩人和敘利亞人）和華人。瓜德羅普島也有大量海地人，他們主要從事建築業和街頭小販。巴斯特爾是首府；然而，最大的城市和經濟中心是皮特爾角城。

## 交通
機場：皮特爾角城國際機場（IATA代碼：PTP，ICAO代碼：TFFR），是法國海外屬地法屬瓜德羅普的對外航空交通機場。
碼頭：圣弗朗索瓦碼頭，船班為法屬瓜德羅普往返玛丽-加朗特岛主要水上交通。

## 人物
- 雅克·弗朗索瓦·迪戈米耶：在土倫港戰役中認可、提拔拿破崙的法國將領。
- 蒂埃里·亨利： 法國足球前鋒，亨利本人在法國本土出生，父親來自法國海外領土瓜德洛普。